# 瑶瑶 (原神)
瑶瑶是米哈游开发的开放世界冒险游戏《原神》中的四星可玩角色，于2023年1月18日随游戏3.4版本「磬弦奏华夜」上线。

## 游戏设定
在《原神》中，瑶瑶是一名使用长柄武器鈹的草元素角色，定位为治疗辅助。她的元素战技和元素爆发技能可以召唤“月桂”机关，投掷白玉萝卜，根据场上角色的血量情况，为友方角色恢复生命值或对敌人造成草元素伤害。
作为游戏中首位草元素治疗类角色，瑶瑶的治疗能力依赖其生命值上限，其角色突破加成亦为生命值百分比。这一设定使她在应对需要恢复能力的队伍中具有特定的功能定位。

### 背景
瑶瑶来自璃月的乡野地区，幼年时在大自然的陪伴下成长。她天资聪颖，性格温柔体贴，深受仙人歌尘浪市真君（萍姥姥）的喜爱，被收为弟子，成为其最年幼的门徒。在璃月港，瑶瑶经常陪伴在师父萍姥姥身边，两人关系亲密，宛如祖孙。

### 性格与特征
瑶瑶待人真诚慷慨，积极好学。尽管年纪尚幼，所学知识还未能融会贯通，偶尔会闹出一些无伤大雅的小笑话，但她的努力和善良使她深受师长和朋友们的喜爱。

### 人物设定与象征性
瑶瑶的命之座命名为「木樨座」，道具为机械兔“月桂”，与璃月的地理文化象征——桂花紧密相关。桂花在游戏中多次与岩神钟离联系在一起，也是东亚文化中象征纯洁与思念的花卉。在其角色展示视频《瑶瑶：仙桂莹澈》中，亦通过意象强化了她与桂花之间的联系。
她的宠物兼机关兔「月桂」由留云借风真君亲自打造，不仅具有战斗功能，也内嵌定位系统，可在必要时由萍姥姥追踪其位置。该设定体现出仙人们既保护她，也尊重其成长自主性的态度。

### 与其他角色的关系
在角色语音与游戏活动中，瑶瑶与其他璃月角色之间的情感联结被多次体现。例如，她与七七是挚友，尽管七七因记忆障碍常常忘记她，瑶瑶仍坚持维系这段友情，甚至曾请白术尝试治疗七七的健忘症。此外，她对甘雨也展现出细致入微的照顾，会为其准备清淡饮食，甚至在望舒客栈张贴告示，提醒厨师不放辣椒。
2023年1月，为庆祝《原神》日本官方推特账号粉丝数突破290万，HoYoverse发布了一幅以海灯节为主题的庆贺插画，画面中出现了瑶瑶、七七、派蒙与机关兔月桂等角色。该插画通过画面形式延续并强化了瑶瑶与七七在游戏中所设定的友情关系，受到媒体报道。
除了与甘雨、七七的关系外，瑶瑶与香菱也有密切关联。两人同为萍姥姥的弟子，尽管瑶瑶年纪更小，但在香菱眼中却常表现得更为沉稳成熟，在一些语音中甚至展现出照顾“师姐”的一面。

### 生日与星座
游戏设定中，瑶瑶的生日为3月6日，属双鱼座，这一星座常被赋予富有同情心与关怀他人的人格特质。巧合的是，她的生日与其挚友七七、同为萍姥姥门下的申鹤均在三月，使她在游戏角色生日表中具有特别的文化与社交意义。

## 登场背景与象征意义
瑶瑶早在游戏2020年测试期间即被泄露为未来可玩角色之一，其设计图曾与胡桃、申鹤、云堇等角色一同流出。早在角色实装之前，瑶瑶就已在《原神》官方漫画中登场，是首位拥有草元素设定的角色之一。这一设定引发了长期的玩家关注。但因草元素系统在游戏初期尚未开放，瑶瑶的实装时间被推迟至2023年版本3.4，与游戏内“海灯节”活动同期上线。该时间点恰逢中国农历兔年，与其机关兔「月桂」形成呼应，被外界解读为米哈游在角色推出时刻安排上的文化巧思。在节日相关的定格动画《庆佳节》中，瑶瑶与“月桂”一同参与节庆活动，如祭英烈、放烟花、挂霄灯等，体现了角色设计与中国传统年俗的融合。这一设定被认为是游戏对中华文化的现代表达，并受到国内外玩家欢迎。
2022年12月9日，HoYoverse正式公布新角色瑶瑶的信息。在此前公开的“TGA 2022参展宣传片”中，瑶瑶曾以剪影形式短暂登场，而她也早已出现在部分官方纪念插画中，引发玩家的猜测与讨论。该消息一经确认，随即获得玩家社区广泛关注。
虽然草元素体系于须弥版本正式引入，瑶瑶却直到3.4版本才实装。有分析认为，这一安排可能与其身为璃月角色的地域归属有关，从而与须弥主线剧情推进未完全契合。。

## 反响
瑶瑶在其官方立绘公布后迅速在海内外社群中引发热烈讨论。尽管当时尚未实装，仅凭一张她抱着兔子玩偶的立绘，就吸引了大量玩家的关注和喜爱，不少玩家称她为“瑶瑶吾妻”，还有主播在直播中因其可爱外形而“表情管理失控”。
尤其是她手中的兔子玩偶，引起了海外玩家的极大兴趣。有外国玩家推测瑶瑶将在游戏的3.4版本上线，恰逢中国春节与游戏内的海灯节活动期间，因此主动研究起中国传统文化中的“兔”这一生肖，甚至在社交媒体平台上科普十二生肖的知识。这一现象显示了瑶瑶角色在文化传播上的影响力。
与此同时，也有中国玩家戏称原神开发组的重要成员“大伟哥”属兔，调侃瑶瑶可能具有特殊的“策划宠爱”。种种讨论与创作，进一步提升了她在玩家社群中的人气。
自瑶瑶于3.4版本正式实装后，其可爱的外观设计和活泼性格受到玩家广泛喜爱。在玩家社区中，已有多位知名Cosplayer创作以其为主题的角色扮演作品。其中中国Coser SeeU的瑶瑶Cosplay作品获得广泛关注，以其高度还原角色发型、配饰与月桂玩偶等细节被媒体报道。

## 联动活动
2023年1月，《原神》与索尼（Sony）在日本多地Sony Store合作举办特别展示活动，以庆祝即将推出的新角色及游戏周年纪念。活动期间，现场展出包括瑶瑶与艾尔海森在内的等身大角色看板，并设置拍照区域，吸引玩家前来与角色互动并参与社交平台分享活动。此举也反映了瑶瑶在角色尚未正式上线时，便已成为推广主力的一部分。
2023年5月，《原神》与微信游戏正式开启了名为“携友之行”的联动合作，这被认为是微信游戏首次面向腾讯系以外游戏产品展开高规格的对外合作。用户可在微信游戏圈中搜索“原神”参与活动，其中璃月角色瑶瑶和七七被选为本次联动的代表形象。
此次合作包括了专属的H5小游戏、创作者内容征集、照片打卡活动等多种形式，奖励内容涵盖游戏内的原石以及“携友之行”限定周边，如瑶瑶与七七主题的微信表情包、挂件立牌等。活动官宣后迅速引发广泛关注，并登上微博热搜前十，成为原神游戏外活动中的代表性事件之一。
事实上，这并非《原神》首次与微信游戏进行合作。早在3.0版本时期，游戏内容便已出现在部分用户微信的发现页中；而在3.4版本的海灯节期间，《原神》亦曾在微信游戏圈推出社区激励计划。瑶瑶在此次“携友之行”活动中首次作为官方联动形象出现在微信H5游戏中，标志着该角色在游戏外宣传资源中的地位不断提升。
随着活动的推进，原神在微信游戏圈中的社群规模迅速扩大，累计成员数突破250万，成为微信生态中发展最为迅速的游戏社区之一。此次联动也被外界视为腾讯生态与非腾讯系头部产品之间合作模式的突破，为未来更多跨平台联动提供了可能。